# George Sperling
George Sperling (* 1934) ist ein US-amerikanischer Psychologe. Er ist Professor für Cognitive Science und Neurobiology & Behavior an der University of California, Irvine.

## Leben
Georg Sperling ist ein Sohn des Psychoanalytikers Otto Sperling (1899–2002) und der Psychoanalytikerin Melitta Sperling (1899–1973). Seine Schwester Eva (1936–1999) wurde unter ihrem Ehenamen Eva Cockcroft eine Malerin. Die Familie musste nach dem Anschluss Österreichs 1938 emigrieren.
1955 machte er seinen Bachelor of Science an der University of Michigan. 1956 bekam er den MA in Psychologie von der Columbia University. An der Harvard University erhielt er seinen PH.D. und beschäftigt sich seit dem mit kognitiver Psychologie.
1985 wurde Sperling in die National Academy of Sciences, 1992 in die American Academy of Arts and Sciences gewählt.

## Forschung
Bekannt wurde er für seine Untersuchungen des ikonischen Gedächtnis (1960). Zusammen mit dem Echogedächtnis bildet es das sensorische Gedächtnis.
Den Probanden wurde für eine sehr kurze Zeit eine 3x3 Buchstabenmatrix präsentiert. Insgesamt konnte etwa immer die Hälfte erinnert werden. Wurden die Versuchspersonen jedoch mit einem Signal dazu aufgefordert, sich auf eine bestimmte Zeile zu konzentrieren, konnte die Aufgabe vollständig gelöst werden.

## Bildung
1955 schloss George Sperling sein Studium an der University of Michigan mit einem B.S.-Abschluss ab, in der Hoffnung, Wissenschaftler in einem der wichtigsten Wissenschaftsbereiche wie Biologie, Chemie, Mathematik und Physik zu werden. 1956 erhielt er einen M.A.-Abschluss in Psychologie von der Columbia University. Seine Leidenschaft für die physiologische Psychologie begann zufällig an der Universität und veranlasste ihn zu einer Karriere in der kognitiven Psychologie. Er erhielt 1959 seinen Doktortitel von der Harvard University, und seine Diplomarbeit befasste sich mit dem Kurzzeitgedächtnis.